# 木村晴美
木村 晴美（きむら はるみ、1965年（昭和40年） - ）は、日本の聴覚障害者（ろう者）・手話通訳者・手話教育者。国立障害者リハビリテーションセンター学院（手話通訳学科）の教官（教職員）、NHK手話ニュース845の手話通訳キャスター、学校法人・明晴学園理事。

## 人物・来歴
1965年（昭和40年）に山口県下関市豊北町（旧・豊浦郡豊北町）出身。ろう者の両親のもとに木村晴美も産まれた時からろう者として育った。山口県立聾学校下関分校、山口県立豊北高等学校を卒業し、1989年（平成元年）に日本社会事業大学（社会福祉学部）卒業、大学卒業後に世田谷区役所職員（地方公務員）として勤務する。2004年(平成16年）に一橋大学大学院言語社会研究科第一部門修士課程修了。2014年（平成26年）に一橋大学大学院博士課程単位取得退学。大学院時代は韓国人の社会言語学者で一橋大学名誉教授のイ・ヨンスク（李姸淑）のもとで学んだ。。
1991年(平成3年）から障害者のリハビリテーションに関する技術者を養成している国立障害者リハビリテーションセンター学院（手話通訳学科）の教官（教職員）として勤務している。1995年（平成7年）からNHK手話ニュース845の手話通訳キャスターとして出演している。。雑誌『現代思想』1995年（平成7年）3月号に手話通訳者である木村晴美と市田泰弘が共同執筆した「ろう文化宣言」を発表して手話通訳者の育成や聴覚障害者（ろう者）でも活躍できる社会の実現のために大きな影響を与えた。2007年（平成19年）に学校法人・明晴学園理事に就任する。2013年（平成25年）に国立民族学博物館共同研究員。

## 出演
- NHK手話ニュース845[5]
- ACジャパン2022年度全国キャンペーン広告「寛容ラップ」（2022年7月1日 - 2023年6月30日）[5]

## 著書
- 『はじめての手話』木村晴美・市田泰弘（共著）日本文芸社 1995年、改定新版2014年
- 『やさしい手話入門』（監修）日本文芸社 1997年
- 『日本語を母語とする聴者の日本手話の学習過程に関する研究』厚生科学特別研究事業 1999年
- 『日本手話とろう文化』生活書院 2007年
- 『ろう者の世界』生活書院 2009年
- 『日本手話と日本語対応手話』生活書院 2011年
- 『ろう者が見る夢』生活書院 2012年